# Venonia vilkkii
Venonia vilkkii là một loài nhện trong họ Lycosidae.
Loài này thuộc chi Venonia. Venonia vilkkii được Pekka T. Lehtinen & Heikki Hippa miêu tả năm 1979.